# Spada di Sæbø

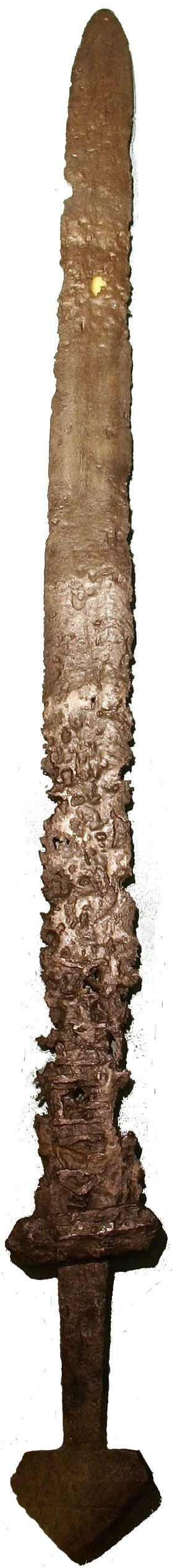
La spada di Sæbø in esposizione presso il museo di Bergen

La spada di Sæbø (nota anche come spada di Thurmuth) è una spada vichinga risalente all'inizio del IX secolo, rinvenuta in una collina a Sæbø, nel comune di Vik, contea di Vestland, Norvegia, nel 1825.  È esposta presso il museo di Bergen a Bergen, in Norvegia. La spada ha un'enigmatica iscrizione runica sulla lama contenente una svastica.  Questa spada è un esempio molto raro di arma con un'iscrizione runica sulla lama.

## Descrizione

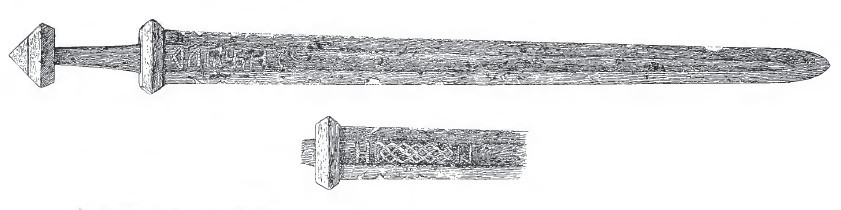
Disegno di George Stephens della spada di Sæbø, e dettaglio della parte alta della spada

La spada stessa è stata categorizzata come di 'Tipo C' da Pedersen (1919), il quale fa notare che si tratta di un esemplare unico in quanto mostra resti di metallo filettato sugli attacchi dell'elsa. Vi è un'iscrizione realizzata in ferro che corre lungo il centro della lama, vicino all'elsa.

## Iscrizione

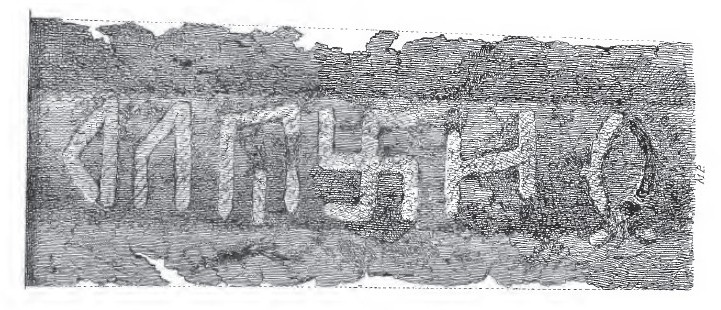
Disegno dell'iscrizione pubblicato da Stephens

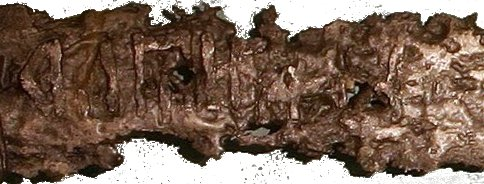
Resti dell'iscrizione attualmente esposti al museo di Bergen

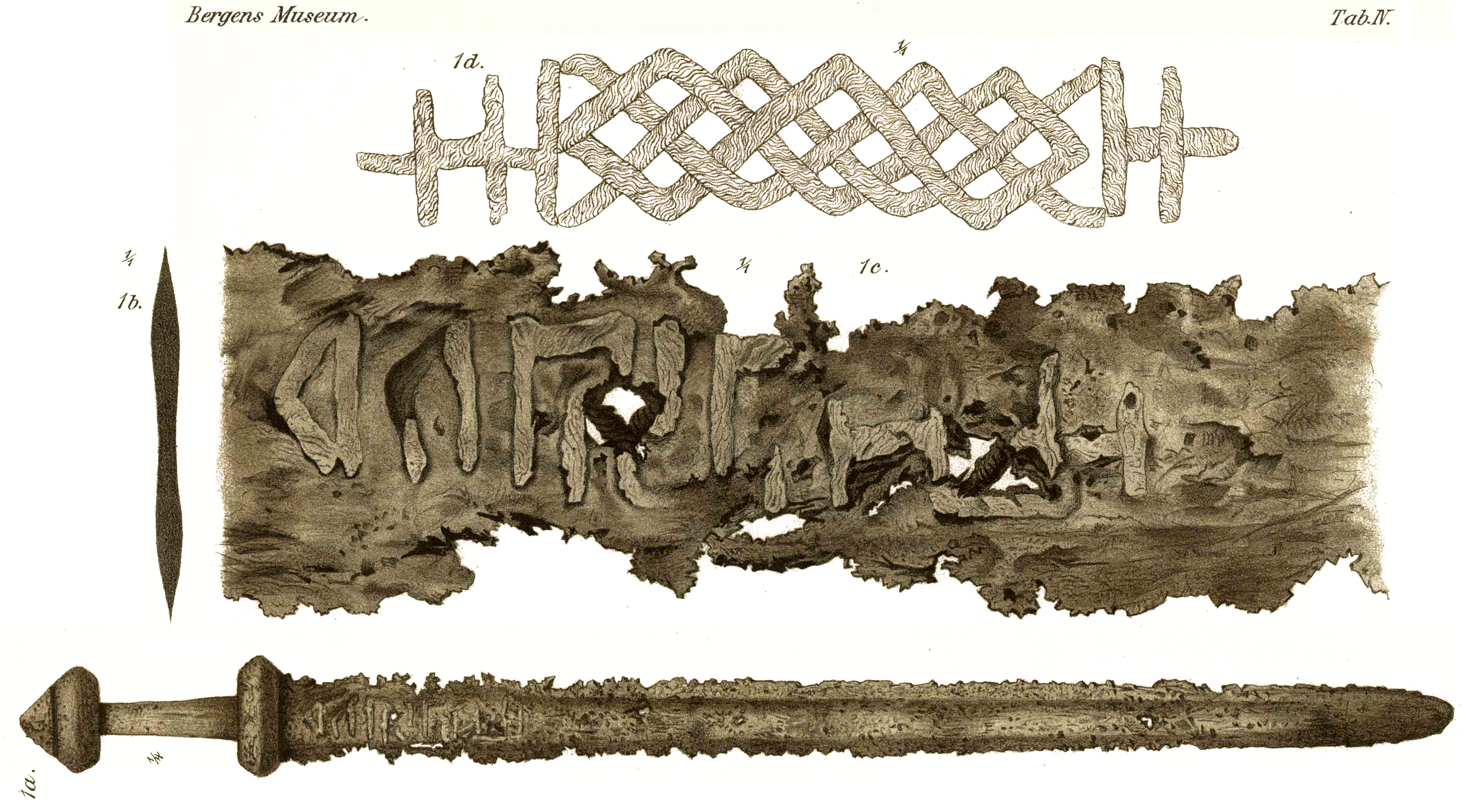
Disegno dalla tavola IV del libro Den yngre jernalders sværd di Anders Lorange, 1889.

La spada fu descritta nel 1867 da George Stephens, archeologo e filologo inglese specializzato in iscrizioni runiche scandinave, nel suo libro Handbook of the Old-Northern Runic Monuments of Scandinavia and England.  In quest'opera mostra un disegno della spada con un'iscrizione molto chiara composta da cinque rune o lettere simili a rune, ed una svastica nel mezzo. Secondo Stephens l'iscrizione si leggerebbe come oh卍muþ da destra a sinistra. Egli interpretò la svastica con il significato tipico dei rebus, ovvero per rappresentare la sillaba þur per il dio Thor, e quindi espanse il tutto in oh Þurmuþ che significa "Appartiene [a me], Thurmuth". Questa interpretazione fu ispirata dall'idea che la svastica fosse usata come simbolo di Thor (o più precisamente come martello di Thor) nel paganesimo norreno di epoca vichinga. Questa cosa fu dibattuta presso l'International Congress of Anthropology and Prehistoric Archæology di Budapest nel 1876, e l'opinione dominante fu che la svastica stesse per "dio ti benedica" o "buona fortuna".
Nel 1889, in una revisione del libro da parte di A. L. Lorange, Stephens fa notare che la spada era stata trattata con acidi mentre si trovava presso il Museo Danese, col risultato di danneggiare gravemente spada ed iscrizione, per cui l'iscrizione mostrata in un disegno a colori nel libro di Lorange fu indecifrabile.